# PMI Risk Management Professional
PMI Risk Management Professional (PMI-RMP) jest certyfikatem oferowanym przez Project Management Institute (PMI). Certyfikat PMI-RMP poświadcza nabycie kompetencji w dziedzinie zarządzania projektami, szczególnie w zakresie profesjonalnego zarządzania ryzykiem w projekcie (identyfikacja i ocenianie ryzyka w projektach, minimalizacja i łagodzenie zagrożeń).